# Can Piteu
Can Piteu és una masia al districte d'Horta-Guinardó de Barcelona.
Situada al carrer Natzaret, 67-81, damunt d'un turó des d'on es té una àmplia panoràmica de la vall i de Sant Genís. Destaquen unes grans arcades en un mur de contenció on han crescut uns arbres amb formes adaptades a l'espai que han trobat. S'han fet obres a la finca per destinar-la a equipaments públics.
Entre 1924 i 1936 hi van viure el musicòleg Joaquim Pena i la violinista Germaine de Aranda.